# 三利水库
三利水库是中国广西壮族自治区来宾市五山镇境内的一座水库，位于红水河流域正马河上，建于1958年。水库正常库容为2300万立方米，集雨面积为184平方千米，海拔为107.23米。